# Grigor II Vkayasser
Grigor II Vkayasser (el martiròfil) fou patriarca de l'església armènia del 1065 al 1105.
L'emperador romà d'Orient Constantí X Ducas convençut que no podia aconseguir la reunificació de l'església ortodoxa i l'església armènia va sancionar la nominació de Grigor Vahram, fill del famós Grigor Magistros (Gregori Magistros) com a governador general de l'Imperi però amb la condició que el nou catolikos, Grigor II Vkayasser no podria restar a l'Armènia musulmana. Grigor es va establir a Zamintia (Dsamentav) al regne de Kars, i més tard a Amasia, a la costa romana d'Orient de la mar Negra.
Va governar l'església per quaranta anys però no va fer cap actuació especialment rellevant; era molt intel·ligent i estudiós, i dedicava a la feina el temps que no passava estudiant. Va fer viatges a Terra Santa i Egipte deixant les seves tasques a subordinats entre els quals el seu nebot Barsel d'Aní (Basili d'Aní) que era especialment hàbil. Del 1069 al 1072 va ocupar el patriarcat Georg II de Lori (1069-1072) i després Sargis II d'Honi (1076-1077) i Theodoros II d'Alakhosik (1077-1090).
Va morir el 1105 i fou el seu nebot qui el va succeir.